# Pyt-Yakh
Pyt-Yakh (em russo:  Пыть-Ях) é uma cidade da Rússia, situada no distrito autônomo de Khântia-Mânsia. Localiza-se na margem leste do rio Bolshoy Balyk, é a 10ª maior cidade do distrito, tendo em 2021 sido recenseados 40 180 habitantes. A população é composta na maioria por russos (55,78%), enquanto ucranianos, tártaros, kumyks, basquires e azeris possuem menos de 10% da composição étnica, enquanto chechenos, chuvaches, lezguianos, moldávios, bielorrussos, nogais e tajiques são menos de 2%.
Foi fundada em 1990 após a fusão entre os assentamentos de Mamontovo e Pyt-Yakh. O nome da cidade significa "lugar de pessoas boas", em khanty.

## Economia
A economia de Pyt-Yakh é baseada na extração de petróleo e gás natural.